# Nanniwan
Nanniwan (vereenvoudigd Chinees: 南泥灣; traditioneel Chinees: 南泥湾; pinyin: Nánníwān) is een bekend communistisch en vaderlandslievend Chinees lied. De tekst werd geschreven door He Jingzhi, de muziek is getoonzet door Ma Ke.
Het lied handelt over de vernieuwingen in de landbouwtechnieken zoals ingevoerd door het Rode Leger in Nanniwan, een plaats in de provincie Shaanxi, ongeveer 90 km van het communistische hoofdkwartier in Yan'an.
| Vereenvoudigd Chinees | Traditioneel Chinees | Pinyin |
| --- | --- | --- |
| 花篮的花儿香 听我来唱一唱 唱一唱 来到了南泥湾 南泥湾好地方 好地方 到处是庄稼 遍地是牛羊 往年的南泥湾 处处是荒山 没呀人烟 如今的南泥湾 与往年不一般 不一般 再不是旧模样 是陕北的好江南 陕北的好江南 鲜花开满山 开呀满山 学习那南泥湾 处处是江南 是呀江南 又站岗来又生产 三五九旅是模范 咱们走向前 鲜花送模范 | 花籃的花兒香 聽我來唱一唱 唱一唱 來到了南泥灣 南泥灣好地方 好地方 到處是莊稼 遍地是牛羊 往年的南泥灣 處處是荒山 沒呀人煙 如今的南泥灣 與往年不一般 不一般 再不是舊模樣 是陝北的好江南 陝北的好江南 鮮花開滿山 開呀滿山 學習那南泥灣 處處是江南 是呀江南 又站崗來又生產 三五九旅是模範 咱們走向前 鮮花送模範 | huālán de huā er xiāng tīng wǒ lái chàng yī chàng chàng yī chàng lái dàoliǎo nán ní wān nán ní wān hǎo dìfāng hǎo dìfāng dàochù shì zhuāngjià biàndì shì niú yáng wǎngnián de nán ní wān chùchù shì huāngshān méi ya rényān rújīn de nán ní wān yǔ wǎngnián bù yībān bù yībān zài bu shì jiù múyàng shì shǎn běi de hǎo jiāngnán shǎn běi de hǎo jiāngnán xiānhuā kāi mǎn shān kāi ya mǎn shān xuéxí nà nán ní wān chùchù shì jiāngnán shì ya jiāngnán yòu zhàngǎng lái yòu shēngchǎn sānwǔjiǔ lǚ shì mófàn zánmen zǒuxiàng qián xiānhuā sòng mófàn |